# Franz Duboscq
Franz Duboscq (* 6. Mai 1924 in Saint-Jean-de-Luz (Département Pyrénées-Atlantiques); † 7. Dezember 2012 in Iholdy (Pyrénées-Atlantiques)) war ein französischer Politiker gaullistischer Ausrichtung.

## Leben
Er wurde in der baskischen Küstenstadt Saint-Jean-de-Luz als Sohn des Komponisten Claude Duboscq und der Pianistin Philippe Marie Keller geboren. Von 1968 bis 1973 vertrat er sein Heimatdépartement als Abgeordneter in der französischen Nationalversammlung und als Mitglied der gaullistischen Partei Union des démocrates pour la république sowie von 1983 bis 1992 als Senator für die gaullistische Nachfolgepartei, das Rassemblement pour la République. Von 1971 bis 1994 war er außerdem Mitglied des Gemeinderates von Saint-Palais und von 1976 bis 1985 Mitglied des Generalrates (conseil général) des Départements.